# 2-丁炔
2-丁炔是一种炔烃，化学式C
4H
6，主要由人工合成得到。它在常温常压下是一种无色、挥发性、有刺激性气味的易燃液体。 不溶于水，溶于醚。用于有机合成中。